# Spike Jonze
Spike Jonze (pronunțat „Jones” /dʒoʊnz/; născut Adam Spiegel; n. 22 octombrie 1969) este un regizor, producător, scenarist și actor american, care a regizat mai multe videoclipuri, reclame, dar și filme de lung metraj. A debutat ca regizor de film cu În mintea lui John Malkovich (1999), urmat de Hoțul de orhidee (2002), ambele având scenariul scris de Charlie Kaufman, urmând să regizeze, să scrie scenariul și să joace în filmele Tărâmul monștrilor (2009) și Ea (2013), pentru care a câștigat Premiul Oscar pentru cel mai bun scenariu original și Globul de Aur pentru cel mai bun scenariu.
A fost regizorul videoclipurilor lui Fatboy Slim, Weezer, Beastie Boys, Björk și Kanye West. Pentru videoclipul piesei „Weapon of Choice”, Jonze a câștigat Premiul Grammy pentru cel mai bun videoclip în 2001. A fost co-creator și producător executiv al serialului de televiziune Jackass, difuzat de MTV.

## Legături externe
- Spike Jonze la Internet Movie Database